# Мститель (фильм, 2008, США)
«Мститель» (англ. The Spirit - Дух) — американский супергеройский художественный фильм в жанре боевика режиссёра Фрэнка Миллера, снятый по мотивам газетного комикса «Дух» Уилла Айснера.

## Краткий сюжет
Денни Кольт, надев маску, стал сражаться с преступным миром под именем Мститель. Решив сделать жизнь граждан своего родного города безопасной, Мститель начал преследовать всех негодяев и искать пути уничтожения самого ужасного из них, известного под именем Спрут.
Вокруг Мстителя всегда полно роковых женщин: блестящая и холодная Шёлковая Нить, соблазнительная похитительница драгоценностей Песчинка, сильная и умная доктор Эллен Долан, прекрасно владеющая ножом танцовщица по имени Парижанка…

## В ролях
- Гэбриел Махт — Дэнни Кольт / Мститель
- Сэмюэл Л. Джексон — Спрут
- Скарлетт Йоханссон — Шёлковая Нить
- Ева Мендес — Песчинка
- Джейми Кинг — Сирена Рокс
- Пас Вега — Алебастр
- Сара Полсон — доктор Эллен Долан
- Стана Катич — Моргенштерн
- Джонни Симмонс — молодой Дэнни Кольт
- Сейшелл Гэбриел — молодая Песчинка
- Луис Ломбарди — Фобос (один из прихвостней Спрута)
- Эрик Бальфур — Махмуд

## Производство
Миллер потребовал прослушивание для главной роли и Махт смог получить эту роль в августе 2007 года. Актриса Ева Мендес сказала Фрэнку Миллеру, что она хотела работать с ним над «Мстителем», прежде чем она даже прочитает сценарий для фильма.
Джексон был первым выбором Миллера для роли и был снят в мае 2007 года. Джексон, Миллер и дизайнер костюмов разработали сложные костюмы для Спрута; они разные для каждой из его сцен. Они включают в себя халат самурай с париком, полную униформу Нациста, Шутцстаффель, западная колбасная шляпа и костюм, состоящий из каракульской шляпы и шерсти под влиянием 1970-х годов. Когда его спросили о том, как изменилось положение Спрута в комиксах с помощью отличительных перчаток, Джексон сказал: «Это просто возможность быть больше, чем жизнь, чтобы взять тему Осьминога о том, как одеваться так, как он себя чувствует каждый день, или иметь тему для своего и, с надеждой, публика поедет с нами».

## Интересные факты
- В фильме Пипец Крис Д’Амико и Фрэнк Д’Амико едут в кино смотреть фильм Мститель 3, данная отсылка к фильму была данью уважения[10]. Однако из-за сборов, продолжения и триквела фильма к сожалению не будет[4].

## Критика
«Мститель» получил в основном смешанные отзывы, авторитетные критики давали негативные оценки. 14 % одобренных отзывов из 112 рецензий на сайте обзора Rotten Tomatoes. Metacritic дал фильму общий рейтинг 30 из 100, обозначая из 24 рецензентов.

## Кассовый сбор
Выпущенный в кинотеатры всего мира, «Мститель» собрал $10.3 миллиона долларов за четыре дня, поставив 9-е место в кассовом рейтинге на выходные. Фильм собрал 19,8 млн долларов и 18,6 млн долларов на международном уровне в общей сложности в размере 38,4 млн долларов США. «Variety» оценило, что плохая работа фильма в кассе стоила Odd Lot Entertainment за десятки миллионов долларов, но генеральный директор Odd Lot Entertainment Гиги Притцкер опроверг слухи о том, что другие проекты Миллера были отменены.